# همه‌سم‌داران
همه‌سم‌داران (به لاتین: Pan-Euungulata) ("همه سم‌داران راستین") یک کلاد پیشنهادی از پستانداران جفت‌دار از بزرگ‌راستهٔ فراسم‌داران است که از میرراستهٔ Euungulata و تیرهٔ منقرض‌شده پیش‌سم‌داران تشکیل شده‌است.